# Chapelle royale de Madrid
La chapelle royale (en espagnol : Capilla Real) est un édifice religieux catholique du palais royal de Madrid, en Espagne. C'est aussi une institution liée à la maison royale espagnole et qui est une partie fondamentale de la cour des rois.

## Historique
La charge de la chapelle royale était présidée par le chapelain du roi, poste qui était occupé habituellement par le patriarche des Indes occidentales, dont la chaire était installée dans la chapelle du palais royal de Madrid. Depuis la création du diocèse de Madrid-Alcalá en 1885, le Patriarcat et la chapelle royale étaient réunis en la personne de l'évêque de Madrid.
Sur le plan de l'organisation, au sein de la Cour, dépendaient de la Chapelle toutes les affaires religieuses dans lesquelles la famille royale a été impliquée (mariages, baptêmes, funérailles, etc.) et toutes les liturgies mises en œuvre dans les sites royaux. De plus, le chapelain a toujours servi de témoin au notaire dans tout acte en relation avec la Maison royale (mariage, naissances, décès, etc.). Le personnel qui était assigné à la Chapelle, comptait, outre le clergé et le service, l'organiste et l'orchestre de chambre des rois, de sorte que l'influence de cette institution dans la musique espagnole a été grande.
Depuis 1978, avec l'entrée en vigueur de la nouvelle Constitution espagnole, la Chapelle royale, bien qu'encore organiquement dépendante du patrimoine national, ne fait plus partie des institutions qui servent la Maison de Sa Majesté le roi.

## Édifice

### Architecture
C'est l'un des points les plus intéressants, du point de vue architectural, de tout le palais. Située au centre du côté nord de l'étage principal du palais, la Chapelle a son accès depuis la galerie qui entoure la cour centrale.
Sacchetti réalise un premier projet mais Ferdinand VI a finalement opté pour celui présenté en 1749 par Ventura Rodríguez, à l'époque assistant du premier. La Chapelle a été réalisée entre 1750 et 1759. Le plan est de type central ou elliptique, étant couronné par une coupole à demi sphérique. À chacun des angles qui délimitent le plan, à l'exception de l'atrium, qui a des pilastres noirs imitant le marbre, se dresse une colonne de marbre noir, faisant partie d'un ensemble de seize, d'une seule pièce. Ces colonnes sont couronnées de chapiteaux en stuc doré.

### Intérieur

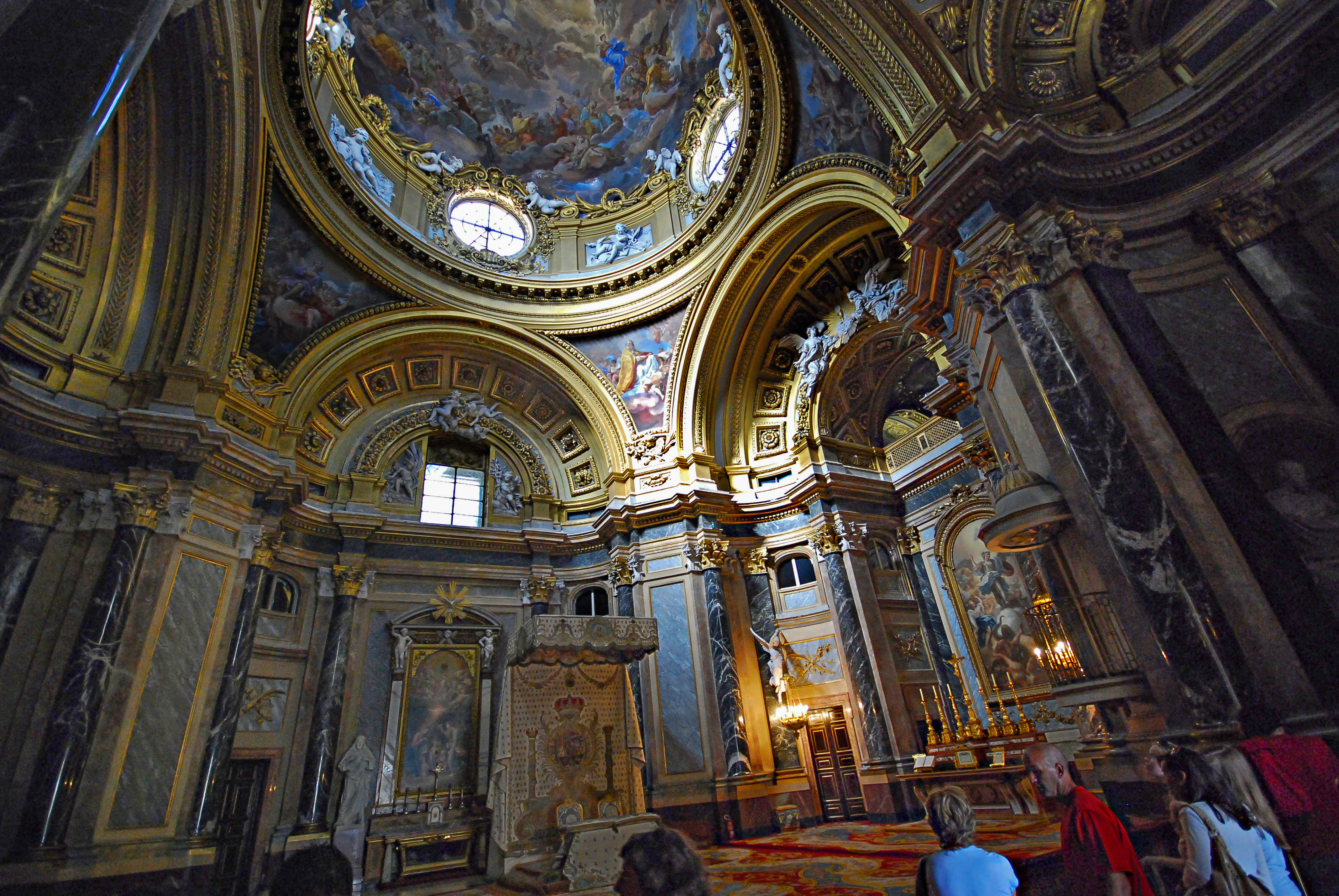
Intérieur.

La disposition de la chapelle est classique: à l'est est l'autel principal, en marbre; au nord l'autel de l'évangile; à l'ouest, l'orgue et l'atrium sert de vestibule. Les sièges royaux sont sur le côté nord, à côté de l'autel principal, qui est à leur droite.
Le peintre Corrado Giaquinto a été chargé de concevoir et de diriger les travaux de décoration de la chapelle royale et il a lui-même peint les fresques de la chapelle et de l'atrium. Les anges du tambour ont été réalisés par Felipe de Castro (es). Sur le maître-autel, il y a un tableau de l'archange Saint Michel, Saint Michel triomphant des démons de Ramón Bayeu, et à l'autel de l'évangile, le tableau de l'Annonciation, la dernière œuvre de Mengs. La verrière et les fauteuils des souverains datent de l'époque de Ferdinand VI et ont été réalisés en satin blanc avec des broderies d'argent et des soies colorées. L'orgue, construit en 1778, est considéré comme un chef-d'œuvre authentique. Dans la chapelle sont conservés les restes de saint Félix, qui est représenté dans une statue en cire dans une niche en verre.
À l'époque récente la chapelle royale a été utilisé pour les funérailles de la famille royale et a servi de chapelle ardente en avril 1993 à Juan de Bourbon, comte de Barcelone, et en janvier 2000 à la comtesse de Barcelone. En novembre 2000, un Te Deum a été joué dans cette chapelle pour célébrer le 25e anniversaire de la proclamation de Juan Carlos Ier comme roi d'Espagne.